# Efferia barbiellinii
Efferia barbiellinii är en tvåvingeart som först beskrevs av Charles Howard Curran 1935.  Efferia barbiellinii ingår i släktet Efferia och familjen rovflugor. Inga underarter finns listade i Catalogue of Life.